# Uliana Grómova
Uliana Matvéievna Grómova (ucraïnès: Уляна Матвіївна Громова; rus: Ульяна Матвеевна Громова) (Pervomaiski, RSS d'Ucraïna, 3 de gener de 1924 - Krasnodon, 16 de gener de 1943) va ser una partisana ucraïnesa, membre del moviment de resistència de la Guàrdia Jove contra la invasió nazi de la Unió Soviètica. Va ser executada pels nazis el 1943, juntament amb la resta de dirigents de la Guàrdia Jove, i va ser declarada pòstumament Heroïna de la Unió Soviètica.

## Primers anys de vida
Grómova va néixer en una família de classe treballadora el 3 de gener de 1925 al poble de Pervomaiski (lit. ‘Primer de Maig’), anomenat en honor al Dia Internacional dels Treballadors, al que ara és el raió de Krasnodon de l'oblast de Luhansk (aleshores a la República Socialista Soviètica d'Ucraïna de la Unió Soviètica; la província de Lugansk no es va establir fins al 1938).
El seu pare, Matvei Maksímovitx Grómov, va néixer el 1880 a la província de Poltava d'Ucraïna, llavors part de l'Imperi Rus, i va servir com a militar a la guerra russo-japonesa de 1904-1905 per, posteriorment, traslladar-se a Krasnodon i treballar de miner fins a jubilar-se el 1937. La mare de Grómova, nascuda el 1884, va ser mestressa de casa; la família va tenir cinc fills, essent Uliana la més jove.
El març de 1940, Grómova es va unir al Komsomol (Lliga dels Joves Comunistes). El 1941, en el moment de la invasió nazi de la Unió Soviètica, tenia 17 anys i estava cursant desè grau. Com molts dels seus companys de classe, va treballar a l'agricultura per substituir els treballadors de la pagesia i es va ocupar dels soldats ferits a l'hospital (llegint-los escrits, ajudant-los a escriure cartes, etc.). El 3 de juny de 1942 es va graduar de l'escola secundària amb notes de bones a excel·lents.

## Resistència, detenció i execució
Quan la seva província natal va ser ocupada per les tropes alemanyes, ofensiva que va començar el 17 de juliol de 1942, Grómova no va poder evacuar la zona perquè necessitava cuidar la seva mare malalta. Juntament amb 
Maia Konstantinovna Peglivanova i Anatoli Vladimírovitx Popov, va organitzar a diversos joves al seu poble de Pervomaiski que van formar part el setembre de 1942 de la Guàrdia Jove de la resistència clandestina del Komsomol a la Unió Soviètica.
L'octubre de 1942 va ser escollida membre del personal de l'organització. Va participar activament en els preparatius de la resistència armada, la creació i difusió de fulletons antifeixistes, la recollida de medicaments i la campanya entre la població, exhortant-los a no obeir l'enemic i a interrompre els plans per subministrar material als alemanys i a no deixar que els joves soviètics anessin a treballar a Alemanya.
La nit del 7 de novembre de 1942 (la vigília del 25è aniversari de la Revolució d'Octubre), Grómova i Popov van hissar la bandera de l'URSS en un tub de canonada a la mina número 1 de l'ocupada Krasnodon. La detenció massiva de presumptes activistes clandestins va començar a la ciutat i la Guàrdia Jove va desenvolupar un pla de fugida per a Grómova, però va ser arrestada per les autoritats alemanyes el 10 de gener de 1943. Va ser severament colpejada i torturada durant l'interrogatori, però es va mantenir fidel al seu compromís amb la seva pàtria i als seus companys, i no va revelar detalls de les activitats de la resistència. La van penjar dels cabells, la van cremar amb ferros calents, li van tallar una estrella de cinc puntes a l'esquena i la ferida es va fregar amb sal, i li van trencar un braç i unes costelles. Malgrat les pràctiques de tortura, va animar els seus companys empresonats recitant el poema èpic Dimoni de Mikhaïl Lérmontov, que se sabia de memòria. En la nota que va aconseguir passar secretament als seus familiars, tot i saber que la mort li era a prop, va expressar la seva fe en la victòria i va demanar al seu germà Elixa que es mantingués ferm en defensar la seva terra.
El 16 de gener de 1943, juntament amb altres membres de la Guàrdia Jove, va ser executada, i el seu cos llançat a la fossa comuna de la mina número 5 de Krasnodon. El 14 de febrer de 1943 la ciutat va ser alliberada i l'1 de març de 1943 va ser enterrada amb honors militars en una fossa comuna d'herois patriòtics a la plaça central de Krasnodon, on es va erigir un monument a la Guàrdia Jove.

## Memorialització

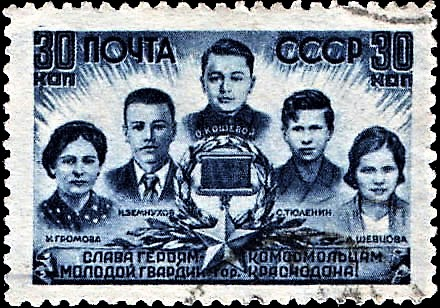
El segell soviètic de 1944 commemora la Guàrdia Jove de Krasnodon - Gromova es troba a l'esquerra

Grómova és un personatge, juntament amb d'altres de reals i ficticis, de la novel·la de 1946 d'Aleksandr Fadéiev La Guàrdia Jove, que es va incloure als currículums escolars. A la pel·lícula de 1948 Molodaia gvardia (Молодая гвардия), basada en la novel·la de Fadéiev, Grómova és interpretada per Nonna Mordiukova en el seu debut cinematogràfic.
A moltes ciutats de l'antiga Unió Soviètica hi ha carrers amb el seu nom i monuments que li reten honor. Per exemple, a Nijni Taguil hi ha el carrer Uliana Grómova, de la mateixa manera que a Kaliningrad un carrer concorregut porta el seu nom i a Togliatti hi ha un monument a ella.
L'1 de juliol de 1986, un vaixell remolcador fluvial de nom Uliana Grómova va ser botat a Peledui, una ciutat de la República de Sakhà.
El desembre de 2022, el carrer Uliana Grómova de Kíiv, Ucraïna, va ser rebatejat pel carrer Katerina Stupnitska.